# Уэйд, Джордж
Джордж Уэйд (англ. George Wade; 1673 — 14 марта 1748) — британский военный деятель, фельдмаршал (14 декабря 1743 года). Его имя носит историческая дорога и проложенное по её трассе современное шоссе на южном берегу озера Лох-Несс.

## Ранние годы
Уэйд родился в Ирландии, сын переселенца из Англии Джерома Уэйда. Вступил в ряды Британской армии в 1690 году, участвовал в войне Аугсбургской лиги, воевал во Фландрии, отличился в сражении при Стеенкирке в 1692 году, в 1695 году получил повышение в чине до капитана.
Во время Войны за испанское наследство (1701—1714 годы), служил под началом герцога Мальборо, стал майором, в 1702 году получил чин подполковника. В 1704 году служил в штабе генерала Анри де Массо, 1-го графа Голуэйя, отличился в сражениях при Алькантара (Alcántara) и Вила Нова (Vila Nova) в 1706 году и при Альмансе в 1707 году.
В 1708 году произведён в бригадные генералы. Был заместителем (second-in-command) Джеймса Стэнхоупа на Минорке (в 1708—1710 годах), в 1710 году за отличие в сражении при Сарагосе произведён в генерал-майоры.
После возвращения в Англию занял место в Британском парламенте — заседал в Палате общин от города Бат (1722—1747 годы), участвовал в подавлении Восстания якобитов в 1715 году.
В 1724 году правительство послало Уэйда с инспекционной поездкой в Шотландию. Рекомендовал местным властям начать строительство укрепленных пунктов, мостов и соответствующих дорог для упрочнения контроля над регионом и на протяжении месяца был назначен Главнокомандующим вооруженными силами Его Величества, замками, фортами и укреплёнными пунктами в Северной Британии, получив приказ воплотить в жизнь свои рекомендации местным властям.
Уэйд занимал этот пост до 1740 года. С 1725 по 1737 годы под руководством генерала было построено 400 км дорог, 40 мостов (включая Тэй бридж и Аберфельди). Дороги соединили гарнизоны в Рутвене, Форт Джордже, Форт Августе и Форте Уильяме. Уэйд также организовал местную милицию под названием Highland Watches, в которой служили местные джентри. В 1725 году были сформированы 6 первых рот, в 1739 году ещё четыре, впоследствии они составили костяк полка Black Watch.
Уэйд также находил время для оказания помощи благотворительным организациям, таким как Foundling Hospital в Лондоне, будучи одним из его основателей в 1739 году.

## Война за австрийское наследство
В 1742 году Уэйд получил чин генерал-лейтенанта и стал членом Тайного совета. В 1743 году произведен в фельдмаршалы с назначением в штаб командования объединенных англо-австрийских сил во Фландрии. Возглавлял британские войска под общим руководством короля Георга II во время сражения при Деттингене (27 июня 1743 года).
В марте 1744 года сдал командование в общем штабе союзных войск и возвратился в Англию, где в 1745 году занял высокий пост главнокомандующего британской армией (Commander-in-Chief of the Forces). Он был назначен на эту должность с целью подготовки к отражению возможной высадки французов в Англии, но высадка провалилась из-за отвратительной погоды.

## Восстание якобитов
Уэйду не удалось подавить восстание якобитов в самом его начале в 1745 году; он был смещен с поста Главнокомандующего и заменен принцем Уильямом Августом, герцогом Камберлендским, который в сражении при Каллодене в 1746 году наголову разбил мятежников.